# Ypsilothuria
Genre
Ypsilothuria est un genre de concombres de mer de la famille des Ypsilothuriidae.

## Liste des espèces
Selon World Register of Marine Species (15 mars 2025) :
- Ypsilothuria bitentaculata (Ludwig, 1893)
- Ypsilothuria talismani Perrier E., 1886

## Systématique
Le nom valide complet (avec auteur) de ce taxon est Ypsilothuria E. Perrier, 1886,.
Ypsilothuria a pour synonyme :
- Sphaerothuria Ludwig, 1893

### Publication originale
- Edmond Perrier, Les explorations sous-marines, Paris, Librairie Hachette et Cie., 1886, 352 p. (lire en ligne), p. 285-286.